# A12 (motorväg, Italien)
A12 är en motorväg i Italien som går mellan Genua och Rom.